# Емелсбил-Хорсбил
Емелсбил-Хорсбил (њем. Emmelsbüll-Horsbüll) општина је у њемачкој савезној држави Шлезвиг-Холштајн. Једно је од 132 општинска средишта округа Нордфризланд. Према процјени из 2010. у општини је живјело 984 становника. Посједује регионалну шифру (AGS) 1054166.

## Географски и демографски подаци
Емелсбил-Хорсбил се налази у савезној држави Шлезвиг-Холштајн у округу Нордфризланд. Општина се налази на надморској висини од 0 метара. Површина општине износи 35,7 km². У самом мјесту је, према процјени из 2010. године, живјело 984 становника. Просјечна густина становништва износи 28 становника/km².